# Postblokkade
Een postblokkade houdt in dat post voor een bepaalde persoon of bedrijf wordt onderschept door de posterijen.
In geval van faillissement of wettelijke schuldsanering is de postblokkade een wettelijke verplichting welke opgelegd wordt door de rechtbank bij een uitspraak faillissement of schuldsanering. Dit is voor faillissementen geregeld via artikel 14 van de faillissementswet. Voor de wettelijke schuldsanering is dit geregeld via artikel 287 van de faillissementswet.  
Bij een Postblokkade wordt de post bestemd voor de failliet of saniet onderschept, en bezorgd bij de curator of bewindvoerder. De curator of bewindvoerder stuurt vervolgens de post door naar de geadresseerde of de geadresseerde haalt eens in de zoveel tijd de post op bij het kantoor van de curator of bewindvoerder. 
Het doel van de postblokkade is controle. De curator of bewindvoerder kan hiermee controleren dat de failliet of saniet geen informatie achterhoudt, plus dat er geen nieuwe schulden ontstaan of overeenkomsten worden gesloten waar toestemming van curator of bewindvoerder voor nodig is.